# Eriopyga ochrota
Eriopyga ochrota là một loài bướm đêm trong họ Noctuidae.